# Troels Svane
Troels Svane Hermansen (født 19. april 1967) er en dansk cellist og konservatorieprofessor ved Musikhochschule Lübeck.
Troels Svane studerede hos David Geringas på Musikhochschule Lübeck og bestod sin diplom- og koncerteksamen med udmærkelse og højeste karakterer i alle fag. Han modtog også undervisning af Anner Bylsma, Frans Helmerson, Ralph Kirshbaum, György Ligeti, Yo-Yo Ma, Siegfried Palm, Boris Pergamenschikow, Mstislaw Rostropowich, Daniil Shafran, Paul Tortelier og Amadeus-Quartett.
Efter gymnasiet blev han som 18-årig assisterende solocellist ved Københavns filharmoniorkester, Copenhagen Phil. Ud over talrige legater er han blevet tildelt nationale og internationale priser. Han blev inviteret som solist af de fleste danske orkestre og af orkestre i Tyskland, England, Holland, Italien, Letland, Litauen, Sverige og Schweiz.
Han har optrådt i recitativer og som medlem af Trio con Brio Copenhagen og Menuhin Festival Piano Quartet i hele Europa, Australien, Asien, Sydamerika og USA. Troels Svane har givet koncerter bl.a. med Juri Baschmet, Thomas Brandis, Zakhar Bron, Ulf Hoelscher, Karl Leister og Zehetmair Quartett.
Han har indspillet mere end 40 cd'er, herunder de komplette værker for cello og klaver af Beethoven, Rachmaninoff og Reger.
Efter at have assisteret David Geringas i 11 år blev han udnævnt til professor i cello ved Musikhochschule Lübeck i 2004. Han har også en celloklasse på Hochschule für Musik Hans Eisler Berlin. Han underviste på mesterkurser i Australien, Asien, Ukraine, Sydamerika og i adskillige europæiske lande og fungerer som jurymedlem ved betydningsfulde konkurrencer. Hans elever har vundet internationale musikkonkurrencer som Rostropowich-konkurrencen i Paris og ARD-konkurrencen i München.
Troels Svanes sønner, Rasmus og Frederik Svane, er kendt som skakstormestre, der spiller for Tyskland.
Troels Svane er bosat i Lübeck.